# Милиарисий
Милиарисий (позднелат. miliarisium, от лат. miliarensis — тысячный) — римская серебряная монета.
Введена Константином I в 310—320 годах. Милиарисии разделяют на «тяжёлые» — достоинством в 2 силиквы (5.54 г) и «лёгкие» — достоинством в 1.75 силиквы (4.54 г). Милиарисии крупнее и разнообразнее силикв, гораздо более редкие и лучше проработанные, но в остальном схожи с последними (внешне и эволюционным путём).
Некоторые древнерусские княжества, например, Тмутараканское, чеканили собственные монеты, которые являлись подражанием милиарисию, но уже не римскому, а византийскому.